# Muhittin Bastürk
Muhittin Erdem Bastürk (* 3. Januar 1991 in Neunkirchen) ist ein deutsch-türkischer Fußballspieler.

## Karriere
Bastürk spielte in der Jugend für den Türkischen SC Neunkirchen, Borussia Neunkirchen und die Jugendabteilung des 1. FC Saarbrücken, wo er von Jens Kiefer trainiert wurde. Im folgenden Sommer 2008 wurde Bastürk gemeinsam mit Patrick Herrmann von Borussia Mönchengladbach verpflichtet. Dort wurde der defensive Mittelfeldspieler zwischen 2009 und 2010 insgesamt 19 Mal in der A-Junioren-Bundesliga eingesetzt, er erzielte ein Tor.
Am 20. Februar 2010 kam Bastürk zu seinem ersten Einsatz in der damals drittklassigen Regionalliga West, als er im Spiel gegen die zweite Mannschaft des 1. FC Kaiserslautern in der 65. Minute eingewechselt wurde. Bis Mai 2013 absolvierte er 81 Regionalligaspiele für Borussia Mönchengladbach II, in denen er vier Tore erzielte. Er war Kapitän der Mannschaft. Im Juli 2013 wechselte Bastürk zum saarländischen Drittligaaufsteiger SV Elversberg und bestritt dort am 20. Juli 2013 (1. Spieltag) unter Trainer Jens Kiefer beim torlosen Unentschieden gegen den SV Darmstadt 98 sein erstes Profispiel in der Dritten Liga. Insgesamt kam er auf 25 Einsätze in dieser Saison. Nach dem direkten Wiederabstieg der Elversberger wechselte er 2014 in die türkische TFF 2. Lig zu Gümüşhanespor. Nach nur einer Saison wechselte er im Sommer 2015 zu Bayrampaşaspor, bevor er sich dem Nord-Regionalligisten VfB Oldenburg anschloss. Nach zwei Jahren wechselte er dann im Sommer 2018 weiter zum Berliner AK 07 in die Nordost-Staffel, wo er sich kurz vor Saisonbeginn das Innenband riss. Nach einem Jahr verließ er den Verein wieder und ging zurück in die Regionalliga Nord zum SSV Jeddeloh.
Bastürk spielte für die deutsche U-17- (neun Spiele, ein Tor) und U-18-Nationalmannschaft (sieben Spiele).